# مسجد آزادگان
مسجد جامع آزادگان مربوط به دوره پهلوی اول است و در شهرستان بن، دهستان زاینده رود جنوبی، روستای آزادگان واقع شده و این اثر در تاریخ ۷ خرداد ۱۳۸۷ با شمارهٔ ثبت ۲۲۹۵۵ به‌عنوان یکی از آثار ملی ایران به ثبت رسیده است.